# 베싸이다

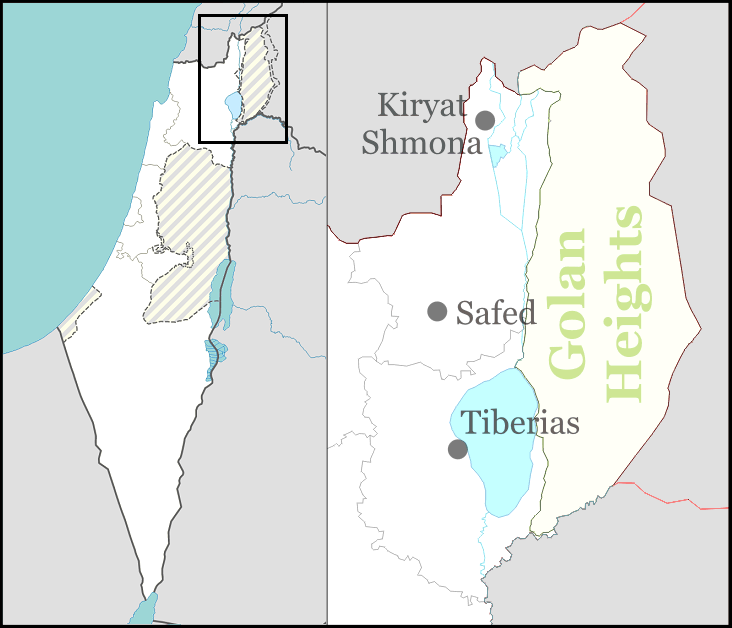
위치

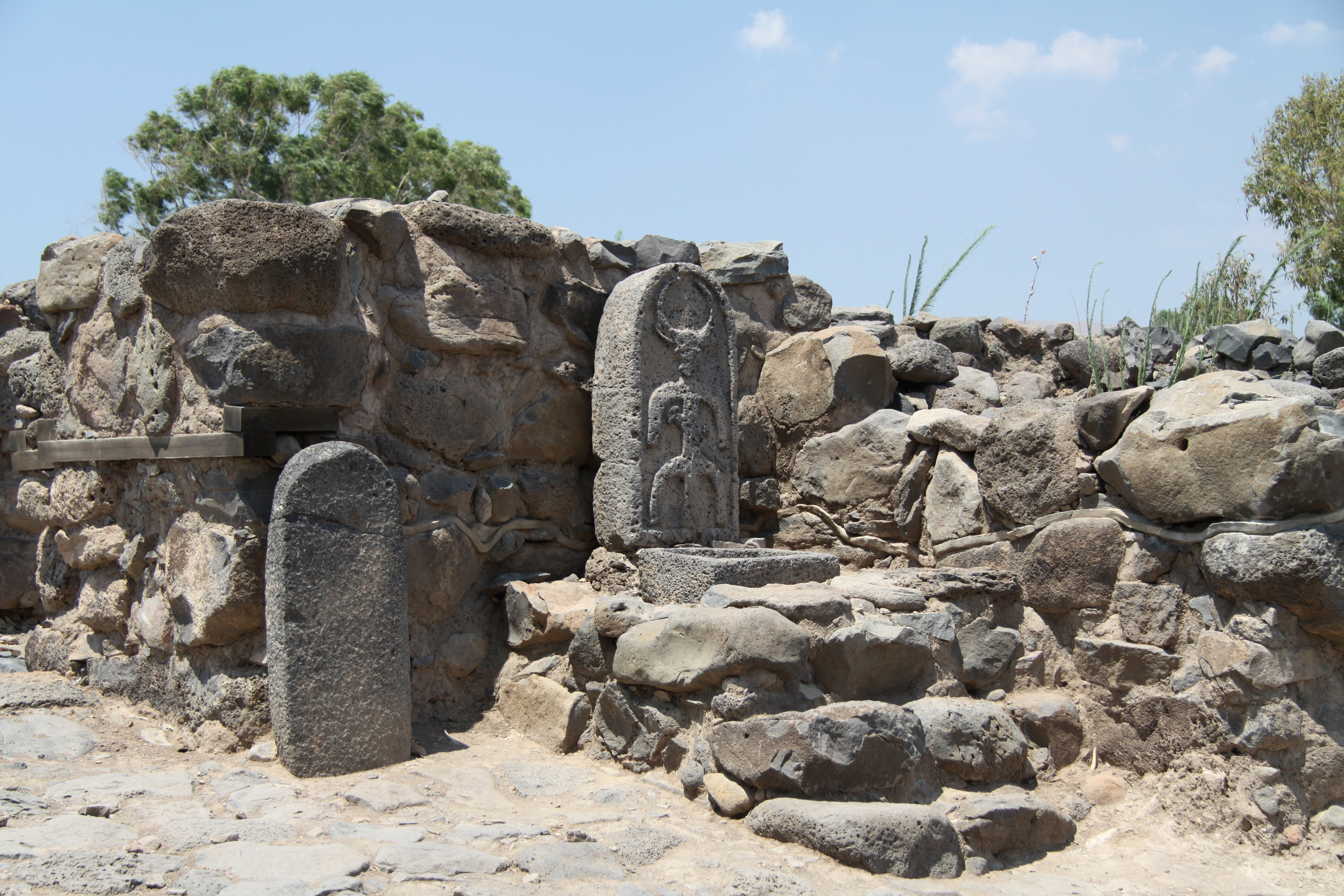
베싸이다

베싸이다(공동번역), 벳새다(개신교) (고대 그리스어: Βηθσαϊδά; 히브리어: בית צידה)는 신약성경에 언급된 지역 중 하나이다. 로마 시대에 갈릴리 호수로 흘러드는 요르단강의 북동쪽에 있던 어촌이다.

## 성경 속 베싸이다
- 예수는 베싸이다에서 오병이어의 기적을 나타내었다.
- 베드로는 요르단강에서 그리 멀지 않은 갈릴리 호수의 북쪽 연안에 있는 베싸이다 지방에서 태어났다.
- 필립보는 예수 그리스도의 열두 제자 가운데 한 제자로 베싸이다에서 태어났다.

## 같이 보기
- 갈릴래아